# Cotylidia aurantiaca
Cotylidia aurantiaca är en svampart som först beskrevs av Christiaan Hendrik Persoon, och fick sitt nu gällande namn av A.L. Welden 1958. Cotylidia aurantiaca ingår i släktet Cotylidia, klassen Agaricomycetes, divisionen basidiesvampar och riket svampar.   Inga underarter finns listade i Catalogue of Life.